# Хамза Фансури
Хамза Фансури (Пансури) (малайск. Hamzah Fansuri) — малайский поэт-суфий второй половины XVI — первых десятилетий XVII века. Дервиш суфийского братства кадирия. Посещал Багдад, Мекку, Медину, и, возможно, Кудус на Центральной Яве.
О жизни Хамзы Фансури известно в основном из его подробных подписей к стихам. Поэтическое творчество представлено шаирами обычно из 13—15 строф. Сохранились также прозаические произведения: «Вино влюбленных», «Тайны постигших», «Адепт» — в которых изложены взгляды автора. Считается первым, кто изложил доктрины суфизма на малайском языке, а также упорядочившим фольклорную форму шаира и сделавшим его частью малайской литературы.
Творчество Хамзы Фансури подверг критике исламский богослов Нуруддин ар-Ранири, объявивший взгляды Фансури еретическими. Под его влиянием султана Ачеха Тадж уль-Алам пыталась сжечь все работы Фарсури и уничтожить память о нём.

## Жизнь
Хамза много путешествовал. Он посетил Малайский полуостров, Индию Великих Моголов, Мекку и Медину, а также Багдад. Он был одним из первых выходцев из Юго-Восточной Азии, совершивших хадж. Датой его смерти считается 1590 год, хотя предполагалась и более поздняя дата во время правления султана Искандара Муда.
Однако надпись на могильном камне, найденном в Мекке для Шейха Хамзы (эта идентификация оспаривается) была записана за 11 апреля 1527 года.
Такая ранняя дата, если она будет подтверждена, может свидетельствовать о том, что Хамза не жил и не работал в Ачехе. Скорее всего, он находился в Барусе перед отъездом в Мекку, где через время скончался.